# شميل شريف
شميل شريف (8 مايو 1992 بسنغافورة - ) هو لاعب كرة قدم سنغافوري في مركز الوسط.

## روابط خارجية
- شميل شريف على موقع قاعدة بيانات كرة القدم.إي يو (الإنجليزية)
- شميل شريف على موقع Soccerway.com (الإنجليزية)